# Regula octetului

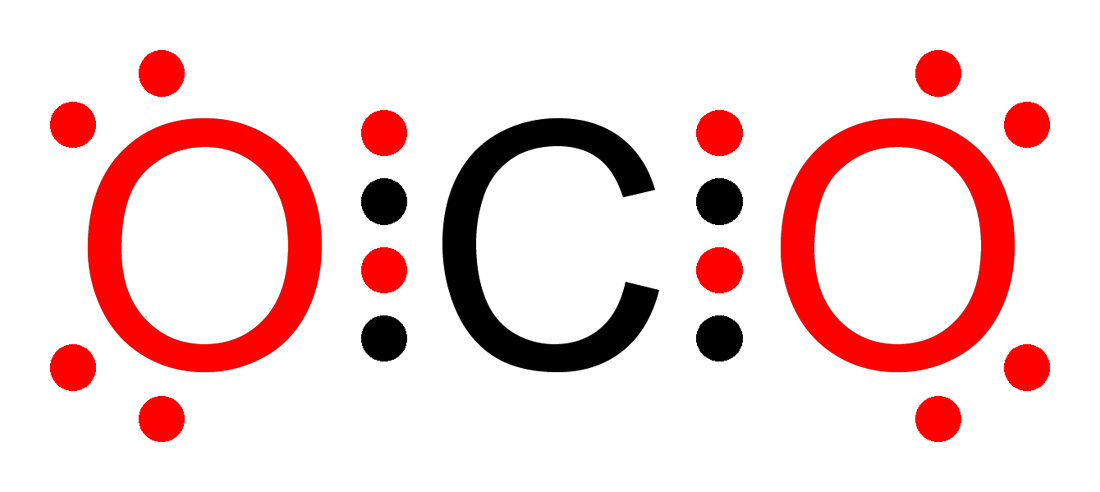
Legăturile din molecula de dioxid de carbon (CO_{2}): toți atomii sunt înconjurați de câte opt electroni, supunându-se regulii octetului.

Regula octetului este o regulă folosită în domeniul chimiei care pornește de la observația că atomii elementelor din grupele principale ale tabelului periodic au tendința de a se combina în așa mod încât fiecare atom are opt electroni în stratul de valență, având astfel configurația electronică a unui gaz nobil. Regula este aplicabilă pentru carbon, azot, oxigen și halogeni, dar de asemenea și pentru unele metale ușoare precum sodiul sau magneziul.
Electronii de valență pot fi numărați după scrierea structurii Lewis (vezi imagine). Electronii puși în comun de către cei doi atomi implicați într-o legătură covalentă sunt numărați de două ori, de fiecare dată pentru fiecare atom.